# Coolhaven (métro de Rotterdam)
Coolhaven est une station de la section commune de la ligne A, la ligne B et la ligne C du métro de Rotterdam. Elle est située, au carrefour des rues Rochussenstraat et Heemraadssingel, sur le Coolhaven, dans l'arrondissement Rotterdam-Centre, de la ville de Rotterdam aux Pays-Bas.
Mise en service en 1982, elle est desservie depuis 2009 par les rames des lignes A, B et C du métro.

## Situation sur le réseau

Plan du métro.

Établie en souterrain, Coolhaven, est une station de passage de la section commune entre la ligne A, la ligne B et la ligne C du métro de Rotterdam. Elle est située : entre la station Dijkzigt, sur la section commune (A+B+C), en direction du terminus nord de la ligne A Binnenhof, ou du terminus nord de la ligne B Nesselande ou du terminus nord de la ligne C De Terp; et la station de la section commune A+B+C Delfshaven, en direction : du terminus sud-ouest de la ligne A Vlaardingen-West, ou terminus sud-ouest de la ligne B Hoek van Holland-Haven, ou du terminus sud de la ligne C De Akkers,,,.
Elle comporte un quai central encadré par les deux voies de la ligne.

## Histoire
La station Coolhaven est mise en service le 10 mai 1982, lors de l'ouverture à l'exploitation de la section de Coolhaven à Capelsebrug, d'une ligne que l'on dénomme alors la ligne Est-Ouest (nl). Elle est nommée en référence au quartier Dijkzigt où se situe cette situation. Son nom fait référence au port Coolhaven, où elle se situe.
De fin 2006 à mars 2007, la station a été modernisée. Les murs et les piliers ont été recouverts avec les panneaux blancs caractéristiques de l'identité visuelle des stations de métro du RET. En collaboration avec l'Université des sciences appliquées de Rotterdam, une exposition d'architecture permanente est fondée dans la station sous le titre Le Quai d'honneur (Perron van Eer). L'exposition se compose d'images sérigraphiées de bâtiments emblématiques de la région de Rotterdam suspendus sur des panneaux muraux. Les photos sont accompagnées d'un texte descriptif. Le poète rotterdamois Jules Deelder a inauguré la station et, à cette occasion, un de ses poèmes a été placé dans le hall central.
Les lignes du métro sont renommées, en décembre 2009, selon la dénomination toujours en vigueur : A, B et C.

## Services aux voyageurs

### Accès et accueil
La station est équipée d'automates pour l'achat ou la recharge de titres de transports et elle dispose d'ascenseurs pour l'accessibilité des personnes à la mobilité réduite.

### Desserte
Coolhaven  est desservie par les rames des lignes A, B et C du métro.

Installations
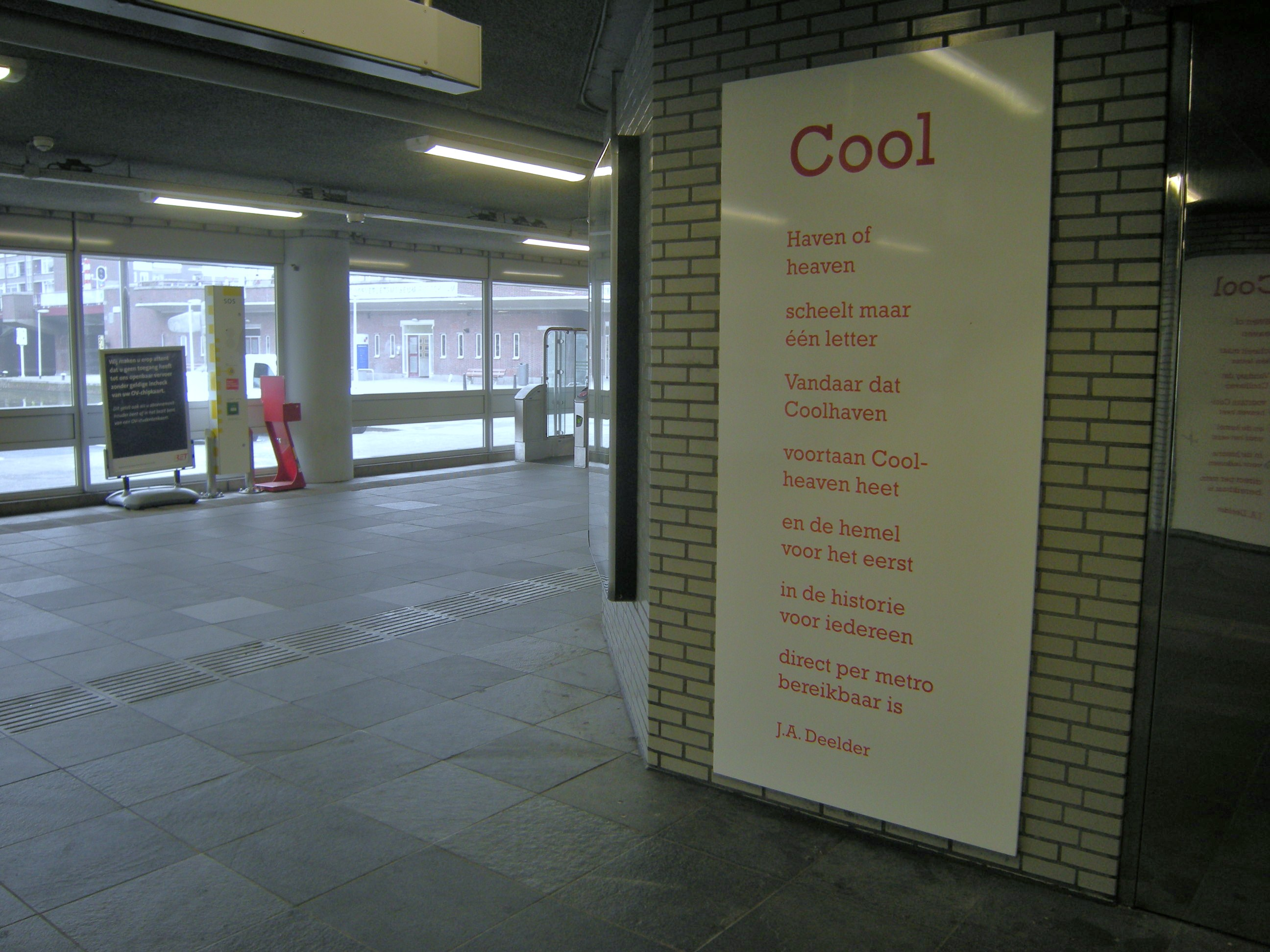
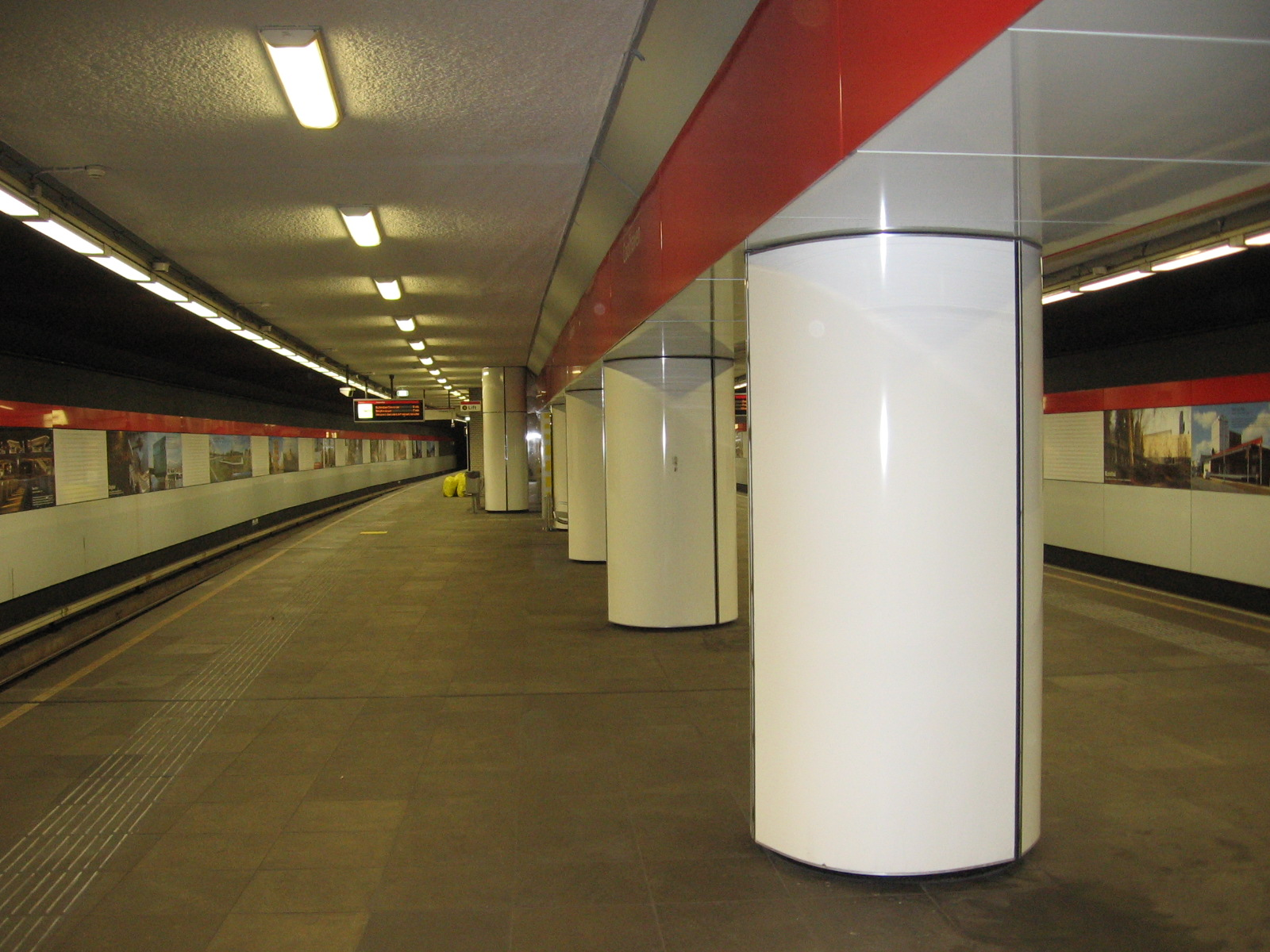
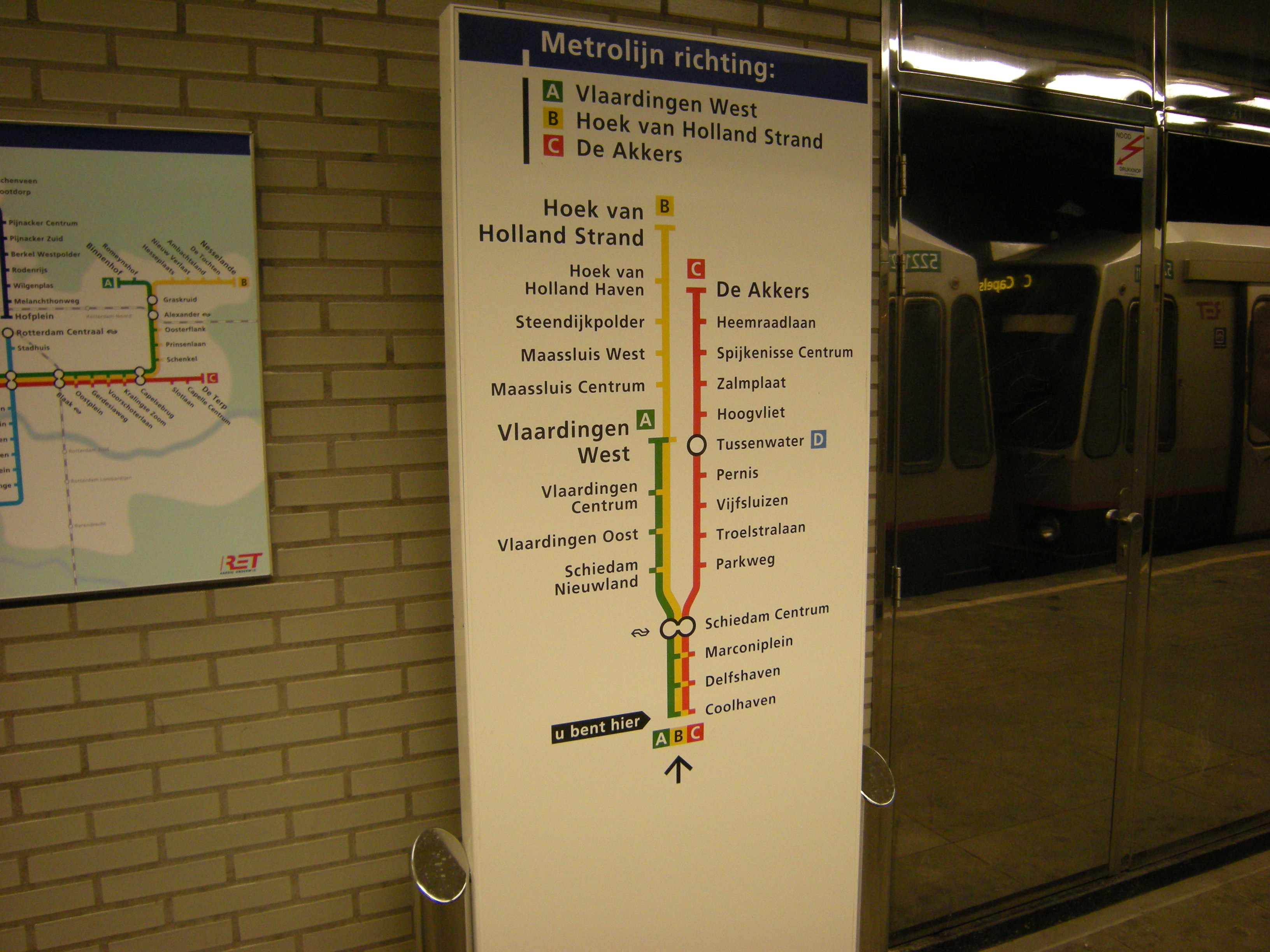

### Intermodalité
La station est desservie par un arrêt des bus de nuit BOB B3.

## À proximité
Une annexe du Musée de Rotterdam, consacrée à la Seconde Guerre mondiale, près du bassin de Coolhaven.